# Hans Bodo Gorgaß
Hans Bodo Gorgaß (* 19. Juni 1909 in Leipzig; † 10. Oktober 1993 in Bielefeld) war im NS-Staat leitender Arzt in der Heilerziehungsanstalt Kalmenhof in Idstein und im Rahmen des nationalsozialistischen „Euthanasie“-Programms Vergasungsarzt in der NS-Tötungsanstalt Hadamar.

## Herkunft und Studium
Hans Bodo Gorgaß wurde am 19. Juni 1909 in Leipzig als Sohn eines Reichsbahnbeamten geboren und studierte dort von 1929 bis 1935 Medizin. Von August bis Oktober 1933 und von März bis April 1934 sowie von August bis Oktober 1934 war er als Famulus in verschiedenen Abteilungen – so der Psychiatrie und Nervenklinik – der Universitätsklinik Leipzig tätig.
Anders als Gorgaß nach dem Krieg behauptete, hat er offensichtlich keine Promotion in Medizin erhalten. Sein erstes Dissertationsvorhaben über „Infantilismus“ von 1935 bei Hans Bürger-Prinz in Leipzig konnte er nach eigenen Angaben aus finanziellen Gründen nicht vollenden. Auf Drängen des Bezirksverbandes Hessen-Nassau als seinem späteren Arbeitgeber ließ sich Gorgaß 1937 von Karl Kleist in Frankfurt am Main als neues Thema die Erforschung des „weitere[n] Schicksal[s] der Hebephrenen, die 1920 – 1925 in der Nervenklinik Frankfurt/Main waren“, geben. Bis zu seinem Ausscheiden aus dem Bezirksverband Nassau war die Arbeit nicht abgeschlossen und dürfte auch später nicht vollendet worden sein, da eine Dissertation von Gorgaß nach dem Krieg nicht nachgewiesen werden konnte.
Gorgaß trat im Juli 1933 der SA bei und war dort als Sanitätsobersturmführer tätig. Am 11. Mai 1937 beantragte er die Aufnahme in die NSDAP und wurde rückwirkend zum 1. Mai desselben Jahres aufgenommen (Mitgliedsnummer 5.114.589).

## Arzt in hessischen Anstalten
Ab 1. Februar 1936 war Gorgaß Medizinalpraktikant in der zum Bezirksverband Hessen-Nassau gehörenden Landesheilanstalt Eichberg. Am 1. Februar 1937 erhielt er seine Approbation als Volontärarzt an der Landesheilanstalt Weilmünster. In gleicher Funktion wurde Gorgaß vom 1. März bis Juli 1937 an der Landesheilanstalt Eichberg eingesetzt, anschließend bis September 1938 als Assistenzarzt.
Ähnlich wie sein Kollege Friedrich Mennecke, der einen Monat vor ihm auf den Eichberg gekommen war, hinterließ auch Gorgaß beim damaligen Direktor der Landesheilanstalt Eichberg, Wilhelm Hinsen, keinen guten Eindruck. Hinsen prangerte in späteren Aussagen besonders die dienstlichen und außerdienstlichen Disziplinlosigkeiten der SS- oder SA-Jungärzte an: „Es waren, sagen wir mal, meine jüngeren Kollegen recht unsolide; es wurde viel getrunken.“ So kam es vor, dass sie laut grölend in der Anstalt eintrafen.
Am 1. Oktober 1938 wurde Gorgaß mit nur 29 Jahren zum leitenden Arzt der Heilerziehungsanstalt Kalmenhof in Idstein bestellt. Da es sich um eine private Behinderteneinrichtung handelte, musste er wieder aus den Diensten des Bezirksverbandes Hessen-Nassau ausscheiden. Er nahm sich in Königshofen bei Niedernhausen eine Wohnung und heiratete am 1. Dezember 1939 die Pflegerin Käthe Sch., die bis März 1940 weiter in der Landesheilanstalt Eichberg tätig war. Formal blieb Gorgaß bis zum Juli 1945 Leiter der Anstalt Kalmenhof. Seine Assistentin Mathilde Weber übernahm für die Zeiten seiner Abwesenheit die ärztliche Leitung; so auch für die um die Jahreswende 1941/42 eingerichtete „Kinderfachabteilung“, in der die sogenannten „Reichsausschußkinder“ im Rahmen der Kinder-„Euthanasie“ getötet wurden.
Im Dezember 1939 wurde Gorgaß zur Wehrmacht eingezogen und nahm unter anderem am Frankreichfeldzug teil. Als „u.k.“ (unabkömmlich) wurde er am 10. April 1941 vom Kriegsdienst freigestellt und vom Anstaltsdezernenten seines früheren Arbeitgebers, des Bezirksverbandes Hessen-Nassau, Landesrat Fritz Bernotat, in die Kanzlei des Führers nach Berlin geschickt. Der Chef des dortigen Hauptamtes II, Oberdienstleiter Viktor Brack, schilderte Gorgaß seine ihm zugedachte neue Verwendung als Arzt im Rahmen des nationalsozialistischen „Euthanasie“-Programms (im Nachkriegssprachgebrauch „Aktion T4“ genannt). Er sollte künftig die selektierten Kranken in speziell hierfür eingerichteten Tötungsanstalten vergasen. Als Handlungslegitimation wurde auf ein Gesetz hingewiesen, das zwar noch nicht veröffentlicht, aber neben einer schriftlichen Anweisung Hitlers vom 1. September 1939 als völlig ausreichende Grundlage für die Krankentötungen dargestellt wurde. Gorgaß, dessen Eltern beide mehrfach in der Psychiatrie gewesen waren, machte keine Bedenken geltend und stellte sich zur Verfügung. Zu dieser Entscheidung trug sicherlich auch seine Begegnung mit Carl Schneider von der Universität Heidelberg bei, den er bei dessen Besuch seiner Anstalt im August 1939 kennenlernte und als seinen Vorbildpsychiater ansah. Schneider zählte später zum Kreis der Verantwortlichen für die Aktion T4.
Nach einer Liste der Zentraldienststelle T4 war Gorgaß unter der Rubrik „Ärzte in den Anstalten“ vom 1. Mai 1941 bis zum 30. April 1942 Angehöriger der T4-Organisation.

## In der NS-Tötungsanstalt Hadamar
Zu seiner „Einarbeitung“ wurde Gorgaß für sechs bis sieben Wochen in die NS-Tötungsanstalt Hartheim bei Linz gesandt, wo ihn deren Leiter Rudolf Lonauer mit dem „Handwerk“ der Krankentötung mittels Kohlenmonoxid in einer Gaskammer vertraut machte. Die damalige Rolle der Justiz beleuchtet hier beispielhaft eine Aussage, die Gorgaß im Verfahren gegen den Hartheimer zweiten Vergasungsarzt Georg Renno als Zeuge machte:

„In Hartheim war damals auch der Generalstaatsanwalt aus Linz, der sich die Einrichtung ansah. Er sprach sich bei der Gelegenheit lobend über die schwere Tätigkeit der Anstalt zum Wohle des Volkes aus.“

Weitere „Ausbildungs“-Station war die NS-Tötungsanstalt Sonnenstein in Pirna. Mit dem Leiter dieser Anstalt, Horst Schumann, nahm er gemeinsam mit Friedrich Berner, dem künftigen ersten Vergasungsarzt in Hadamar und damit seinem Vorgesetzten, an einer Selektion von Häftlingen im Rahmen der „Aktion 14f13“ im KZ Buchenwald teil, die daraufhin in Sonnenstein vergast wurden. Gorgaß bestätigte später, dass keiner der selektierten Häftlinge geisteskrank war, es sich also keineswegs um medizinische Auswahlkriterien handelte, sondern letztlich um reine Nützlichkeitserwägungen im Hinblick auf die Arbeitsfähigkeit der Häftlinge.
Ab 18. Juni 1941 war Gorgaß neben dem Direktor Friedrich Berner der zweite Vergasungsarzt in der NS-Tötungsanstalt Hadamar, wo er unter dem Tarnnamen „Dr. Kramer“ im Schriftverkehr auftrat. Beide Ärzte lösten ihre Vorgänger Ernst Baumhard und Günther Hennecke ab, die am 13. Januar 1941 in Hadamar eingesetzt wurden und nach Differenzen mit dem T4-Organisator Viktor Brack im Sommer 1941 zur Kriegsmarine gingen.
Im Frankfurter Prozess 1947 gegen das Personal der Tötungsanstalt Hadamar berichtete Gorgaß über seine Tätigkeit als Vergasungsarzt, die er selbst als „Henkersdienst“ bezeichnete:

„Die Omnibusse waren meist mit Gleichgeschlechtlichen geladen, die kamen rein und wurden ausgezogen und weitergeführt zum Photographieren, dann dem Bürobeamten vorgeführt, der die Identifizierung vornahm. Das Photographieren geschah aus dokumentarischen Gründen. Wissenschaftlich ist eigentlich zuviel gesagt. Ohne die Fälle näher zu erläutern, war es vielleicht nur, um eine Sammlung von Bildern der Geisteskranken zu haben. Sie wurden gemessen, gewogen. Sie gingen an den Bürobeamten vorbei, der festzustellen hatte, ob die in der Krankengeschichte und auf der Photokopie angegebenen Daten stimmen. Fragliche Fälle, die der Bürobeamte nicht ohne weiteres entscheiden konnte, übergab er mir dann […] Ein Teil konnte den Namen sagen. Ein Schizophrener kann in den meisten Fällen seinen Namen noch sagen. Hier und da fragte der Bürobeamte mal nach dem Geburtsdatum, aber das war schwer festzustellen. Der Bürobeamte saß in demselben Raum. Ich habe die Krankengeschichte durchgeblättert, die Photokopie dabeigehabt, habe die betrachtet, die Symptome, die Diagnose usw. überprüft […] Unsere Aufgabe war es, die Richtigkeit der Diagnose und der typischen Merkmals zu überprüfen und unseren Bericht auf dem Meldebogen zu vermerken […] Man sah in der Regel auf den ersten Blick, an dem Reagieren der Patienten auf einen Gruß oder eine Frage, was mit ihm los war. Die Krankengeschichte wurde gleichzeitig mit der Photokopie des Meldebogens und den vorbereiteten Karteikarten der Anstalt dem Arzt vorgelegt. Es war jedoch nach meiner Erinnerung nie nötig, die Krankengeschichte einem eingehenden Studium zu unterziehen. In der Regel nahm eine Untersuchung nur 1 – 2 Minuten in Anspruch. Aufgabe des Arztes war es, neben einer Kontrolle und etwaigen Ergänzung des Befundes auch noch für das Standesamt zu vermerken, welche Todesursache eingetragen werden sollte.“

Gorgaß gab zu, dass während der „Untersuchung“ von nur 1–2 Minuten „lediglich die Angaben in den Krankenakten mit dem Meldebogen verglichen [wurden]; eine Untersuchung fand nicht statt“.
Gorgaß war ein überzeugter Anhänger der „Euthanasie im weiteren Sinne“ und hatte somit keine Probleme mit seiner Aufgabe als Vergasungsarzt.
Der mörderische Alltag in den Tötungsanstalten prägte das ärztliche und nichtärztliche Personal auch in Hadamar erheblich. Ideologische Beeinflussung und Abstumpfung durch Routine führten zu Rohheiten gegenüber den Opfern, die zunehmend nicht mehr als menschliche Wesen, sondern als Objekte gesehen wurden. Ein besonders widerlicher Höhepunkt dieses inhumanen und zynischen Umgangs mit den Kranken war die „Jubiläumsfeier“ anlässlich des 10.000. Vergasungstoten in Hadamar im August 1941. Die gesamte Belegschaft beging dieses Ereignis mit Musik und Freibier, nachdem Direktor Berner und der Verwaltungsleiter entsprechende Ansprachen gehalten hatten.
Für seine Tätigkeit in Hadamar erhielt Gorgaß von der T4-Organisation eine Facharztanerkennung als Psychiater.
Gorgaß nahm auch an der Tagung vom 27./28. November 1941 in der NS-Tötungsanstalt Sonnenstein teil, wenige Wochen nach dem Stopp der „Aktion T4“ am 24. August 1941. Der T4-Organisator Viktor Brack erläuterte den aus allen Vergasungsanstalten abgeordneten Mitarbeitern die künftigen Ziele und ihre weitere Verwendung. Nach Aussage von Gorgaß wurde die „Aktion“ von Brack nicht für beendet erklärt; diese ginge vielmehr in anderer Form weiter. Ein Großteil des T4-Personals wurde für die „Aktion Reinhard“ im Distrikt Lublin des Generalgouvernements zur Vernichtung polnischer Juden und Roma eingesetzt, während ein Teil des ärztlichen Personals als Gutachter für die „Aktion 14f13“ sowie die zweite Phase des „Euthanasie“-Programms („dezentrale“ oder „Medikamenten-Euthanasie“) verwendet wurde. Gorgaß wurde zusammen mit elf Pflegern, sechs Pflegerinnen und zwei Schreibkräften am 6. Januar 1942 an die Landesheilanstalt Eichberg versetzt. Er schied am 30. April 1942 aus der T4-Organisation aus. Das Hadamer T4-Personal wurde für einen „Osteinsatz“ abgezogen.
Nach der Hartheimer Statistik wurden vom Januar 1941 bis Ende August 1941 in Hadamar 10.072 Menschen getötet. Mit durchschnittlich 1.439 Tötungen im Monat wurde hier die höchste Zahl von Getöteten aller sechs Vergasungsanstalten erzielt. Allein auf den Zeitraum, in dem Gorgaß in Hadamar war, entfielen 4.170 Opfer.

## Kriegsdienst und Gefangenschaft
Vom 10. Mai 1942 bis zum Kriegsende war Gorgaß wieder als Truppenarzt in der Wehrmacht eingesetzt oder ab 1944 bis Februar 1945 als Leiter eines Reserve-Lazaretts in Dossenheim bei Heidelberg. Vom Mai bis August 1945 befand sich Gorgaß in Kriegsgefangenschaft. Er legte sich danach den Falschnamen „Dr. Gerber“ zu und arbeitete in der zweiten Jahreshälfte sowie 1946 wieder „privat-wissenschaftlich“ an der Universitätsklinik Heidelberg.

## Prozess
Am 2. April 1946 erhob die Staatsanwaltschaft Frankfurt am Main Mordanklage gegen die Vergasungsärzte von Hadamar. Nach einer längeren Fahndung konnte Gorgaß am 20. oder 27. Januar 1947 in Ludwigshafen am Rhein festgenommen werden.
Mit Urteil vom 26. März 1947 erkannte das Landgericht Frankfurt am Main im Frankfurter Hadamar-Prozess wegen Mordes in mindestens 1.000 Fällen auf die Todesstrafe. Im Revisionsverfahren vor dem Oberlandesgericht Frankfurt am Main wurde das Urteil bestätigt. Nach Inkrafttreten des Grundgesetzes am 23. Mai 1949 und der damit abgeschafften Todesstrafe wurde das Urteil in eine lebenslange Zuchthausstrafe umgewandelt. Diese wurde am 10. August 1956 in eine 15-jährige Haftzeit vermindert. Schließlich begnadigte der hessische Ministerpräsident und Justizminister Georg August Zinn Gorgaß, so dass dieser die Haftanstalt Butzbach im Januar 1958 verlassen konnte.
Gorgaß ließ sich in Bielefeld nieder und fand Beschäftigung als wissenschaftlicher Mitarbeiter eines Pharmaunternehmens. Im Oktober 1993 starb Bodo Gorgaß.